# Hippaliosina acutirostris
Hippaliosina acutirostris is een mosdiertjessoort uit de familie van de Hippaliosinidae.